# Hylarana galamensis
Hylarana galamensis es una especie de anfibio anuro de la familia Ranidae.
Se encuentra en el África subsahariana.